# Albert Ottavis
Albert Ottavis, né le 3 novembre 1901 à Mandelieu et mort le 16 juillet 1981 à Nyons, est un footballeur français ayant joué au poste de demi dans les années 1920 et 1930.

## Carrière
Il joue pendant sa carrière au Cercle athlétique de Paris. Avec ce club, il remporte le Championnat de France amateur de football 1926-1927. Il atteint aussi la finale de la Coupe de France 1928 en perdant la finale 3-1 contre le Red Star. Il joue à partir de 1934 avec l'Amiens Athlétic Club.

## Statistiques
| Saison     | Club       | Championnat | Championnat | Championnat | Coupe(s) nationale(s) | Coupe(s) nationale(s) | Total | Total |
| Saison     | Club       | Division    | M.          | B.          | M.                    | B.                    | M.    | B.    |
| 1934-1935  | Amiens AC  | 2           | 23          | 0           | 3                     | 0                     | 26    | 0     |
| 1935-1936  | Amiens AC  | 2           | 32          | 0           | 4                     | 0                     | 36    | 0     |
| 1936-1937  | Amiens AC  | 2           | 7           | 0           | -                     | -                     | 7     | 0     |
| Sous-total | Sous-total | Sous-total  | 62          | 0           | 7                     | 0                     | 69    | 0     |